# Rodrigo Gomes dos Santos
Rodrigo Gomes dos Santos, meglio noto come Rodrigão (Belmonte, 13 ottobre 1993), è un calciatore brasiliano, attaccante dell'Altos.

## Caratteristiche tecniche
È un centravanti.

## Carriera
È cresciuto nelle giovanili del Democrata-GV.

## Statistiche

### Presenze e reti nei club
Statistiche aggiornate al 23 marzo 2018.
| Stagione            | Squadra             | Campionato          | Campionato | Campionato | Coppe nazionali | Coppe nazionali | Coppe nazionali | Coppe continentali | Coppe continentali | Coppe continentali | Altre coppe | Altre coppe | Altre coppe | Totale | Totale | Totale |
| Stagione            | Squadra             | Comp                | Pres       | Reti       | Comp            | Pres            | Reti            | Comp               | Pres               | Reti               | Comp        | Pres        | Reti        | Pres   | Reti   |        |
| ------------------- | ------------------- | ------------------- | ---------- | ---------- | --------------- | --------------- | --------------- | ------------------ | ------------------ | ------------------ | ----------- | ----------- | ----------- | ------ | ------ | ------ |
| 2014                | Democrata-GV        | M1/MG               | 16         | 7          | CB              | 0               | 0               |                    | -                  | -                  |             | -           | -           | 16     | 7      |        |
| 2015                | Democrata-GV        | M1/MG               | 10         | 1          | CB              | 0               | 0               |                    | -                  | -                  |             | -           | -           | 10     | 1      |        |
| Totale Democrata-GV | Totale Democrata-GV | Totale Democrata-GV | 26         | 8          |                 | 0               | 0               |                    | -                  | -                  |             | -           | -           | 26     | 8      |        |
| 2015                | Boa Esporte         | M1/MG+B             | 0+5        | 0          | CB              | 0               | 0               |                    | -                  | -                  |             | -           | -           | 5      | 0      |        |
| 2015                | Campinense          | PD/PB+D             | 0+8        | 0+5        | CB              | 0               | 0               |                    | -                  | -                  |             | -           | -           | 8      | 5      |        |
| 2016                | Campinense          | PD/PB+D             | 14+0       | 9+0        | CB              | 0               | 0               |                    | -                  | -                  | CDN         | 12          | 9           | 26     | 18     |        |
| Totale Campinense   | Totale Campinense   | Totale Campinense   | 22         | 15         |                 | 0               | 0               |                    | -                  | -                  |             | 12          | 9           | 34     | 24     |        |
| 2016                | Santos              | A1/SP+A             | 0+15       | 0+3        | CB              | 4               | 1               |                    | -                  | -                  |             | -           | -           | 19     | 4      |        |
| 2017                | Santos              | A1/SP+A             | 6+2        | 3+0        | CB              | 0               | 0               | CL                 | 0                  | 0                  |             | -           | -           | 8      | 3      |        |
| 2017                | Bahia               | PD/BA+A             | 0+14       | 0+5        | CB              | 0               | 0               |                    | -                  | -                  |             | -           | -           | 19     | 5      |        |
| 2018                | Santos              | A1/SP+A             | 5+0        | 1          | CB              | 0               | 0               | CL                 | 0                  | 0                  |             | -           | -           | 5      | 1      |        |
| Totale carriera     | Totale carriera     | Totale carriera     | 95         | 34         |                 | 4               | 1               |                    | 0                  | 0                  |             | 12          | 9           | 111    | 44     |        |

## Palmarès

### Club

#### Competizioni statali
- Campionato Paraibano: 2

Campinense: 2015, 2016

### Individuale
- Capocannoniere della Copa do Nordeste: 1

2016 (9 reti)